# Прогрес (аеродром)
Аеродром «Прогрес»  — спортивний аеродром, розташований у с. Прогрес Козелецького району Чернігівської області. Аеродром призначений для базування та виконання польотів цивільної авіації загального призначення. Є центром здійснення парашутних стрибків.
Названий іменем двічі Героя СРСР Лавриненкова Володимира Дмитровича. Клуб займається підготовкою парашутистів з 1965 року.
Згідно з реєстром ДАСУ є злітно-посадковим майданчиком (ЗПМ) з допуском ПС з масою до 5700 кг. Сертифікат на ЗПМ дійсний до 21.05.2018 р. Робоче ПС ― Ан-2.
Експлуатантом аеродрому є Чернігівський АСК ТСО України.